# Cornelis Floris de Vriendt

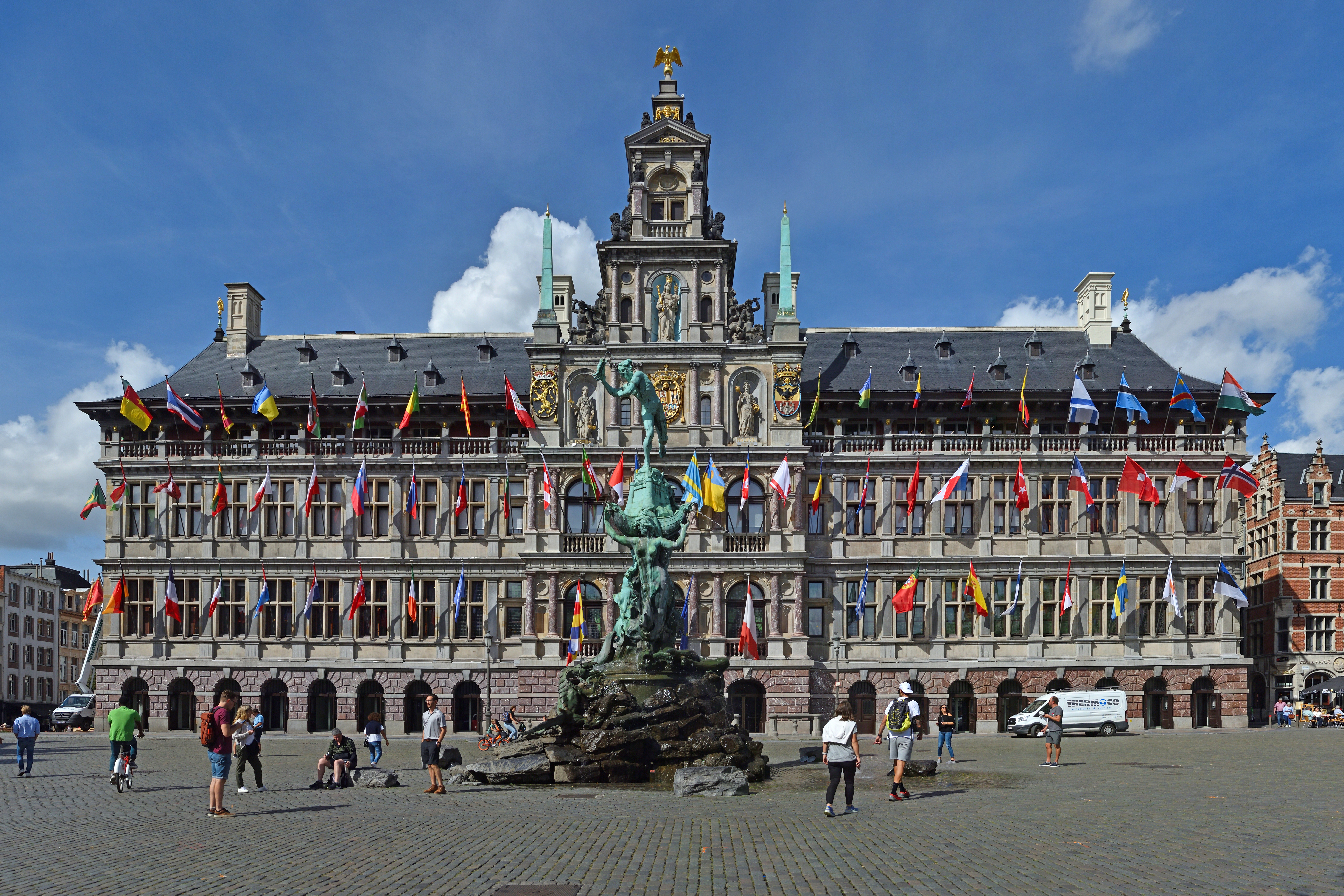
Il municipio ad Anversa (1564).

Cornelis Floris de Vriendt (Anversa, 1514 – Anversa, 20 ottobre 1575) è stato un architetto fiammingo.

## Biografia
Figlio dello scalpellino Cornelis I de Vriendt, si formò come scultore e architetto, al contrario del fratello Frans Floris de Vriendt che fu un conosciuto pittore.

Visitò Roma verso il 1538, riportando in patria la conoscenza dell'architettura manierista. Nel 1539 divenne maestro della Gilda di San Luca.
Come scultore eseguì numerose tombe parietali, diversi monumenti funebri e tabernacoli. Fra questi ultimi spicca la monumentale Sacramentstoren (tabernacolo a forma di torre) nella Chiesa di San Leonardo a Zoutleeuw, la più bella del suo genere nelle Fiandre.
Nel settore dell'architettura tutte le sue opere si trovano ad Anversa.
Fu uno dei protagonisti nel passaggio tra tardo gotico e Rinascimento nelle Fiandre.

La sua opera più conosciuta è il Municipio di Anversa, che divenne un modello di esempio per l'architettura rinascimentale in tutti i Paesi Bassi, poiché risultò il punto d'incontro fra elementi nordici ed italiani.

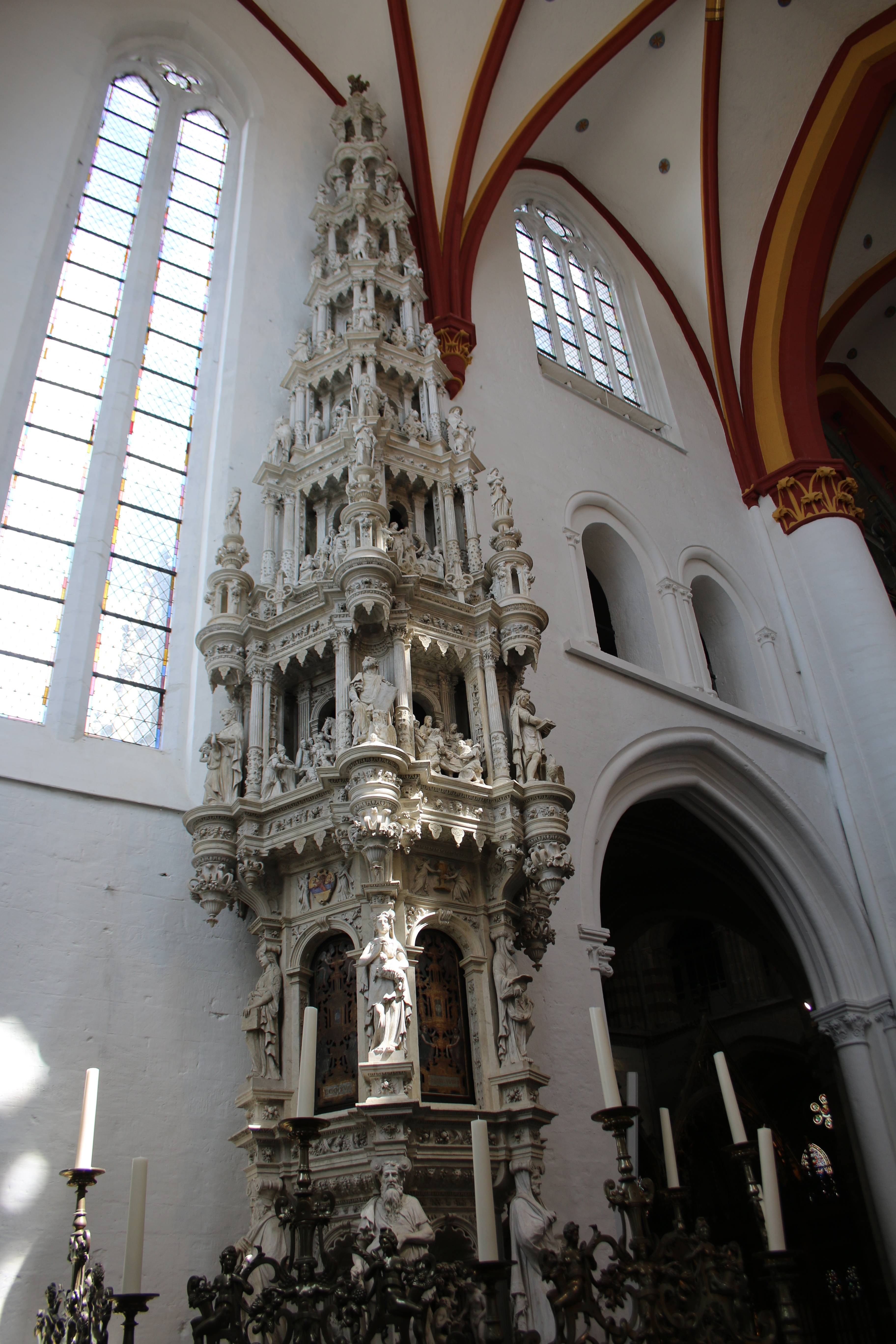
Il tabernacolo di Zoutleeuw.
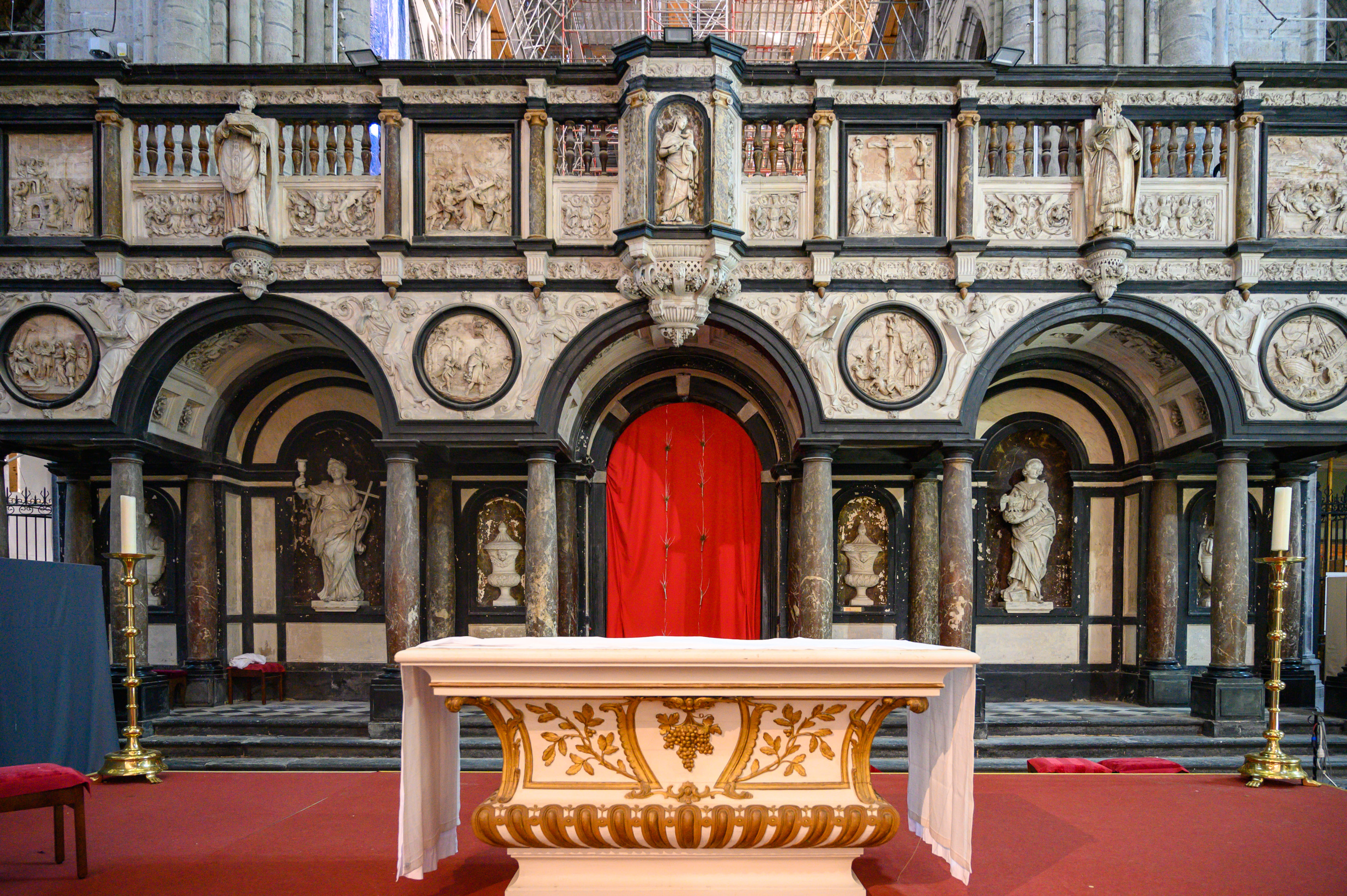
Jubé della Cattedrale di Tournai.
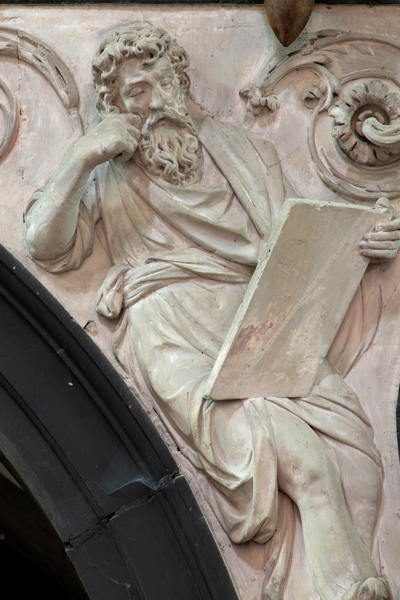
Particolare dello Jubé di Tournai.
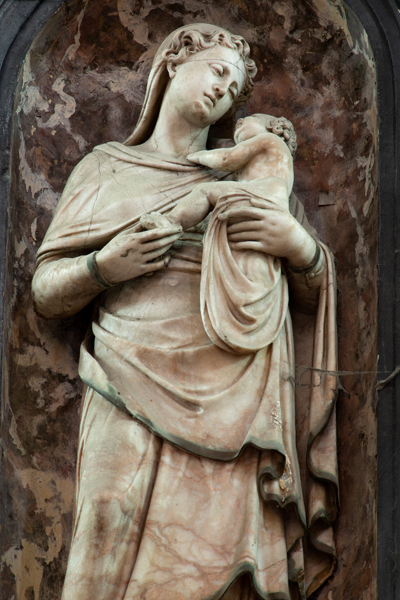
Particolare dello Jubé di Tournai.
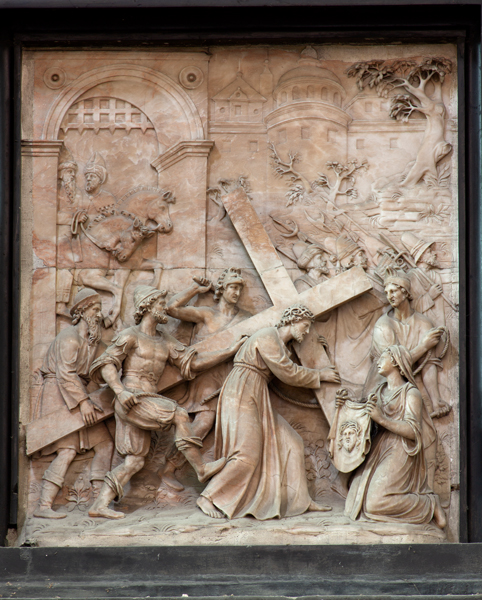
Particolare dello Jubé di Tournai.